# Acy (Aisne)
Acy és un municipi francès que forma part de la Communauté d'agglomération du Soissonnais (departament de l'Aisne, Alts de França). El monument als morts és original, d'estil modernista. Té un àngel que té un llibre o un registre a la mà dreta. Escoles Charles Chevallier (primària i infantil). École du Haut.

## Demografia
- 1793 - 626 h.
- 1821 - 661 h.
- 1851 - 699 h.
- 1881 - 625 h.
- 1901 - 627 h.
- 1921 - 602 h.
- 1946 - 812 h.
- 1954 - 832 h.
- 1975 - 922 h.
- 1990 - 985 h.
- 1999 - 951 h.
- 2007 - 903 h.
- 2008 - 898 h.[1]

Histograma

(élaboration graphique par Wikipédia)